# Anomala ligulipes
Anomala ligulipes är en skalbaggsart som beskrevs av Ohaus 1897. Anomala ligulipes ingår i släktet Anomala och familjen Rutelidae. Inga underarter finns listade i Catalogue of Life.